# Tatjana Iwanowna Totmjanina
Tatjana Iwanowna Totmjanina (russisch Татьяна Ивановна Тотьмянина; * 2. November 1981 in Perm) ist eine ehemalige russische Eiskunstläuferin, die im Paarlauf startete.

## Karriere
Totmjanina begann im Alter von vier Jahren auf Initiative ihrer Mutter mit dem Eislaufen. Mit 14 Jahren wurde sie nach Sankt Petersburg eingeladen. Sie fühlte, dass sie im Einzellauf keine Chance hatte. Bei den russischen Meisterschaften 1995 traf sie auf Maxim Marinin, der bereits zwei Jahre zuvor zum Paarlauf gewechselt war, aber noch keine Partnerin hatte. So wurde er ihr Eiskunstlaufpartner. Sie traten für den Jubilejny Sportklub an und trainierten im Jubileiny-Sportkomplex. Ihre erste Trainerin war Natalja Pawlowa.
1999 bestritten sie ihr Debüt bei Welt- und Europameisterschaften, das sie auf dem siebten bzw. fünften Platz beendeten. Ihre erste bedeutende internationale Medaille gewannen sie mit Silber bei der Europameisterschaft 2001 in Bratislava hinter ihren Landsleuten Jelena Bereschnaja und Anton Sicharulidse. Im selben Jahr ging das Paar nach Chicago um bei Oleg Wassiljew, dem Paarlauf-Olympiasieger von 1984 trainieren zu können.

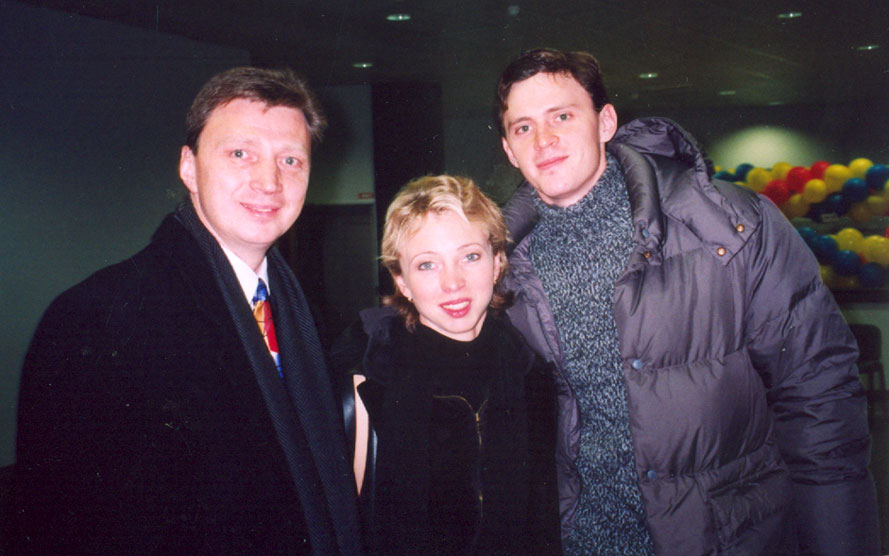
Totmjanina und Marinin mit Trainer Oleg Wassiljew, 2004

2002 konnten Totmjanina und Marinin ihren ersten großen Titel erringen. In Lausanne wurden sie Europameister. Ein paar Wochen später gewannen sie in Nagano mit Silber hinter den Chinesen Shen Xue und Zhao Hongbo ihre erste Weltmeisterschaftsmedaille. Ihre ersten Olympischen Spiele beendeten sie in Salt Lake City auf dem vierten Platz. 2003 wurden sie, nachdem sie bereits erstmals das Grand-Prix-Finale gewonnen hatten, erstmals russische Paarlaufmeister. In Malmö verteidigten sie ihren Europameisterschaftstitel und bei der Weltmeisterschaft gewannen sie erneut die Silbermedaille hinter den Chinesen. Es war das letzte Mal, dass Totmjanina/Marinin bei einem bedeutenden Turnier nicht gewannen. 2004 verteidigten sie ihren nationalen Meistertitel, wurden zum dritten Mal in Folge Europameister und in Dortmund erstmals Weltmeister.
Im Oktober 2004 hatten sie beim Grand-Prix-Wettbewerb Skate America in Pittsburgh einen schweren Unfall, als Marinin bei einer so genannten Lasso-Hebung das Gleichgewicht verlor und Totmjanina mit dem Kopf voran auf das Eis stürzte. Sie erlitt eine schwere Gehirnerschütterung und musste bewusstlos ins Krankenhaus gebracht werden. Sie blieb ohne Erinnerung an den Vorfall. Sie erholte sich jedoch schnell und verlor das Vertrauen in ihren Partner nicht. Marinin dagegen hatte mit Panikattacken zu kämpfen, als er sie wieder heben sollte. Mit der Hilfe eines Sportpsychologen konnte er dies überwinden. Schon im Februar 2005 wurden sie als amtierende russische Meister wieder unangefochten Europameister und einen Monat später in Moskau auch Weltmeister. So gingen sie als Favoriten in das olympische Jahr. Zum zweiten Mal gewannen sie das Grand-Prix-Finale und in Lyon zum fünften Mal in Folge den Europameisterschaftstitel.
Bei den Olympischen Spielen 2006 in Turin wurden Tatjana Totmjanina und Maxim Marinin mit zwei fehlerfreien Programmen Olympiasieger im Paarlauf. Sowohl im Kurzprogramm als auch in der Kür bestachen sie durch Sicherheit, Eleganz und Ausdruck.
An der Weltmeisterschaft nahmen sie nicht mehr teil. Sie gaben ihren Rücktritt als Amateure bekannt und traten nur noch in Eisrevuen wie Champions on Ice auf.

## Persönliches

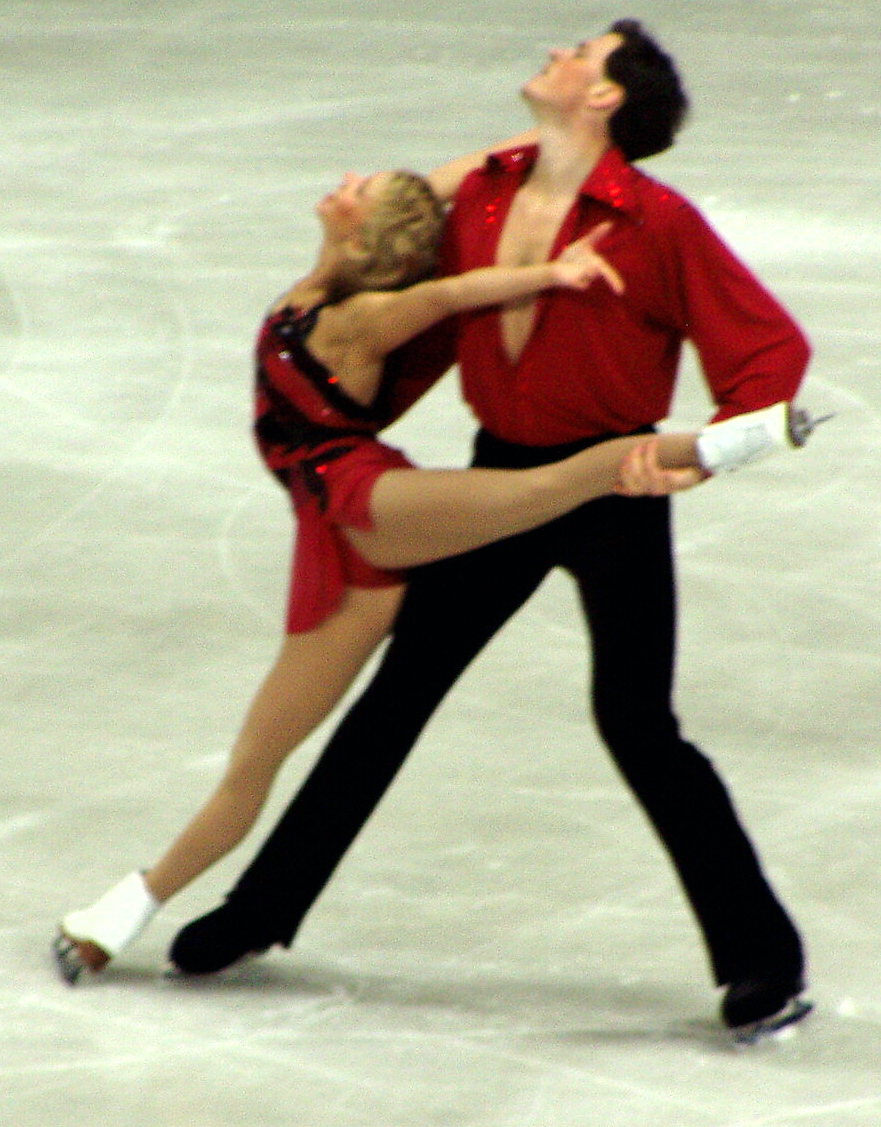
Tatjana Totmjanina und Maxim Marinin bei der Weltmeisterschaft 2004 in Dortmund

Totmjanina und Marinin hatten während ihrer Karriere eine Beziehung, beendeten diese jedoch und blieben eng befreundet.
Totmjanina hatte eine sehr enge Beziehung zu ihrer Mutter. Ihr Vater war emotional distanziert und verließ die Familie, als Totmjanina sieben Jahre alt war. Er lebte weiterhin in der Nähe, aber ohne die Familie zu unterstützen. Totmjanina und ihre Mutter lebten zusammen mit der Mutter des Vaters, die an Schizophrenie litt und gewalttätig wurde.
Als Totmjanina Geld hatte, kaufte sie ihrer Mutter ein Auto und eine eigene Wohnung in Sankt Petersburg. Kurz nach Totmjaninas Verlobung 2008 mit dem Olympiasieger und mehrfachen Welt- und Europameister Alexei Jagudin verunglückte ihre Mutter bei einem Autounfall tödlich. Jagudin unterstützte sie und half ihr, mit ihren Depressionen fertigzuwerden. Am 20. November 2009 kam ihr gemeinsames Kind Jelisaweta zur Welt, am 2. Oktober 2015 folgte die zweite Tochter Michelle (Мишель). Im Februar 2016 heirateten die beiden.

## Ergebnisse

### Paarlauf

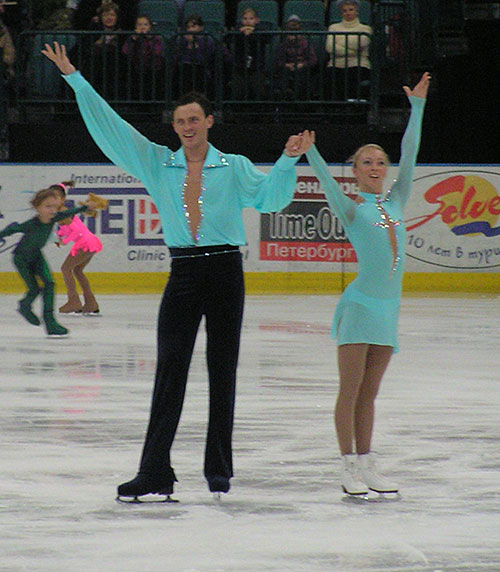
Totmjanina und Marinin während der Russischen Meisterschaften 2005

(mit Maxim Marinin)
| Wettbewerb / Jahr         | 1997 | 1998 | 1999 | 2000 | 2001 | 2002 | 2003 | 2004 | 2005 | 2006 |
| ------------------------- | ---- | ---- | ---- | ---- | ---- | ---- | ---- | ---- | ---- | ---- |
| Olympische Winterspiele   |      |      |      |      |      | 4.   |      |      |      | 1.   |
| Weltmeisterschaften       |      |      | 7.   | 6.   | 5.   | 2.   | 2.   | 1.   | 1.   |      |
| Europameisterschaften     |      |      | 5.   | 5.   | 2.   | 1.   | 1.   | 1.   | 1.   | 1.   |
| Russische Meisterschaften | 6.   | 5.   | 3.   | 3.   | 3.   | 2.   | 1.   | 1.   | 1.   | Z    |